# Tetanocera freyi
Tetanocera freyi är en tvåvingeart som beskrevs av Stackelberg 1963. Tetanocera freyi ingår i släktet Tetanocera och familjen kärrflugor. Arten är reproducerande i Sverige. Inga underarter finns listade i Catalogue of Life.